# Makala
Makala är en stadsdel (franska: commune) i Kinshasa.